# San Miguel Mixtepec
San Miguel Mixtepec là một đô thị thuộc bang Oaxaca, México. Năm 2005, dân số của đô thị này là 2387 người.